# Mogom (Burkina Faso)
Pour les articles homonymes, voir Mogom.
Ne doit pas être confondu avec Mogom-Silmi-Mossi.
Mogom est une commune rurale située dans le département de Séguénéga de la province du Yatenga dans la région Nord au Burkina Faso.

## Géographie
Mogom se trouve à environ 20 km au nord-ouest du centre de Séguénéga, le chef-lieu du département, et à 45 km au sud-est de Ouahigouya. Le village est à 2 km au nord-ouest de Ramsa.
Le territoire de Mogom, situé sur les rives du Nakembé, est traversé par la route nationale 15 mais cette dernière est fréquemment inondée par les débordements du lac du barrage de Guitti en particulier sur le tronçon de la commune et de celle de Ramsa.

## Santé et éducation
Le centre de soins le plus proche de Mogom est le centre de santé et de promotion sociale (CSPS) de Ramsa tandis que le centre médical avec antenne chirurgicale (CMA) de la province se trouve à Séguénéga.
Le village possède deux écoles primaires publiques (écoles A et B).